# Brutus Hamilton
Brutus Kerr Hamilton (né le 19 juillet 1900 à Peculiar - mort le 28 décembre 1970) est un athlète américain spécialiste des épreuves combinées.

## Carrière
Étudiant à l'Université du Missouri, il enlève sept titres lors des Championnats NCAA. Sélectionné pour les Jeux olympiques de 1920 d'Anvers, il remporte la médaille d'argent du décathlon après avoir occupé la tête du classement général durant les neuf premières épreuves. Il cède sa première place au Norvégien Helge Løvland lors de l'ultime épreuve du 1 500 mètres. Participant également au concours du pentathlon, Brutus Hamilton obtient la sixième place du classement général. Quatre ans plus tard, aux Jeux de Paris, il se classe septième du pentathlon.
Après sa carrière d'athlète, Brutus Hamilton devient entraineur à l'Université du Kansas, puis à l'Université de Californie en 1932. En parallèle, il est entraineur-adjoint de l'équipe olympique américaine lors des Jeux de 1932 et 1936, avant d'être désigné responsable de la délégation lors des Jeux de 1952.
Brutus Hamilton est élu au Temple de la renommée de l'athlétisme des États-Unis en 1974.

## Palmarès
| Date | Compétition     | Lieu   | Résultat | Discipline |
| ---- | --------------- | ------ | -------- | ---------- |
| 1920 | Jeux olympiques | Anvers | 6e       | Pentathlon |
| 1920 | Jeux olympiques | Anvers | 2e       | Décathlon  |